# Jeux méditerranéens de 1993
Navigation
Athènes 1991 Bari 1997
Les Jeux méditerranéens 1993 se déroulèrent du 16 au 27 juin 1993 dans le  Languedoc-Roussillon (France). La cérémonie d'ouverture eut lieu à Agde, dans l'Hérault en présence du président François Mitterrand.

## Organisation

### Sites des compétitions
Dix-huit communes des cinq départements qui composent la région sont désignées pour accueillir des épreuves. Ainsi l'on retrouve : Carcassonne et Narbonne pour l'Aude ; Alès, Beaucaire et Nîmes pour le Gard ; Agde, Béziers, Castelnau-le-Lez, La Grande-Motte, Lattes, Mèze, Palavas-les-Flots, Pérols, Poussan et Sète pour l'Hérault ; Mende pour la Lozère ; Canet-en-Roussillon et Perpignan pour les Pyrénées-Orientales.
Deux villages permanents sont installés, tous deux dans des stations balnéaires, l'un au Cap-d'Agde, l'autre à La Grande-Motte. À cela sont adjoints quatre villages temporaires à Carcassonne, Canet-en-Roussillon, Mende et Perpignan. 
En revanche, la capitale régionale, Montpellier, n'accueille ni compétition, ni évènement, ni village. Cependant, Castelnau-le-Lez et Lattes sont des communes limitrophes de Montpellier.

### Cérémonie d'ouverture et de clôture
C'est la ville d'Agde (Hérault) qui est le site choisi pour la cérémonie d'ouverture de ces 12e Jeux méditerranéens. Et la ville de Nîmes qui accueille la soirée de clôture dans ses arènes, diffusée en direct sur France 3.

### Faits marquants
Cette édition connaîtra plusieurs faits marquants :
- Noureddine Morceli, emmené par Réda Abdenouz (en), échoue pour deux millièmes de seconde à sa quête du record du monde du 1 500 mètres.
- Thierry Pantel crée une grosse surprise en remportant le 10 000 mètres face à Khalid Skah, champion olympique en titre.
- l'hymne croate retentit pour la première fois dans une enceinte sportive à la suite de la victoire d'Ivan Mustapić (en) au lancer du javelot.
- totalement inconnue, la syrienne Ghada Shouaa finit seconde de l'heptathlon mais montre déjà les aptitudes qui lui ouvreront les portes du sacre olympique en 1996.
- l'Algérienne Hassiba Boulmerka est surnommé "fière à bras" par le journal L'Équipe à la suite de sa défaite lors du 1 500 mètres : trop sûre d'elle, elle chambre ses adversaires et le public et ne voit pas Frédérique Quentin se jeter sur la ligne et remporter la course.
- en football, le tournoi oppose quelques futures stars : Zinédine Zidane, Lilian Thuram, Hakan Şükür, Roberto Baggio ...

### Nouveautés
Plusieurs nouveautés sont présentes lors de cette édition des Jeux méditerranéens. C'est la première fois qu'une région administrative est organisatrice des jeux et non une ville. D'autre part, alors que depuis 1951, date de la première édition, les jeux avaient lieu un an avant les Jeux olympiques, à partir de 1993, ils ont lieu l'année suivante. Exceptionnellement, cette XIIe édition se déroule deux ans après la précédente.

## Délégations
19 nations participent aux Jeux méditerranéens 1993 pour un total de 2 598 athlètes répartis en 1 994 hommes et 604 femmes. Avec la disparition de la Yougoslavie, trois nouveaux pays apparaissent dans la compétition : la Bosnie-Herzégovine, la Croatie et la Slovénie. Cependant, la République fédérale de Yougoslavie, sanctionnée, n'est pas invitée à participer aux épreuves. Dans la liste suivante le nombre de participants par délégation et par continent est inscrit entre parenthèses.
| Afrique                                                    | Asie                      | Europe | Europe                                                                                        |
| - Algérie (116) - Égypte (57) - Maroc (135) - Tunisie (60) | - Liban (41) - Syrie (35) | - Albanie (21) - Bosnie-Herzégovine (95) - Chypre (58) - Croatie (224) - Espagne (339) - France (413) - Grèce (256) | - Italie (345) - Malte (10) - Monaco (14) - Saint-Marin (13) - Slovénie (149) - Turquie (217) |
| 4 pays (368)                                               | 2 pays (76)               | 13 pays (2 154) | 13 pays (2 154)                                                                               |

## Sports
Les Jeux méditerranéens 1993 comportent 25 disciplines :
- Athlétisme
- Aviron
- Basket-ball
- Boxe
- Canoë-kayak
- Cyclisme
- Équitation
- Escrime
- Football
- Golf
- Gymnastique artistique
- Haltérophilie
- Handball
- Judo
- Karaté
- Lutte
- Natation
- Rugby à XV
- Tennis
- Tennis de table
- Tir
- Tir à l'arc
- Voile
- Volley-ball
- Water-polo

## Compétitions

### Basket-ball

#### Tournoi masculin
C'est la sélection italienne qui remporte le tournoi, battant en finale la Croatie. 
Les médaillés
| Médaille d'or, Jeux méditerranéens | Médaille d'argent, Jeux méditerranéens | Médaille de bronze, Jeux méditerranéens |
| --- | --- | --- |
| Italie - Giuseppe Bosa - Davide Cantarello - Flavio Carera - Claudio Coldebella - Ferdinando Gentile - Massimo Iacopini - Paolo Moretti - Carlton Myers - Riccardo Pittis - Alberto Rossini - Stefano Rusconi - Alberto Tonut Sél. : Ettore Messina | Croatie - Vladan Alanović - Franjo Arapović - Danko Cvjetičanin - Alan Gregov - Arijan Komazec - Emilijo Kovačić - Veljko Mršić - Velimir Perasović - Dino Rađa - Žan Tabak - Stojko Vranković - Ivica Žurić | France - Georgy Adams - Olivier Allinéi - Jim Bilba - Yann Bonato - Bruno Coqueran - Félix Courtinard - Frédéric Forte - Thierry Gadou - Stéphane Ostrowski - Antoine Rigaudeau - Christophe Soulé - Jimmy Vérove |

Résultats de l'équipe de France
| France  | 88-57 | Slovénie |
| Croatie | 81-65 | France   |
| Italie  | 69-66 | France   |

#### Tournoi féminin
Les médaillées
| Médaille d'or, Jeux méditerranéens | Médaille d'argent, Jeux méditerranéens | Médaille de bronze, Jeux méditerranéens |
| --- | --- | --- |
| Bosnie-Herzégovine - Vesna Bajkuša - Tima Džebo - Mara Lakić - Silvana Mirvić - Razija Mujanović - Rankica Šarenac - Vera Šarić - Naida Sušić - Amra Zupčević | Italie - Angela Adamoli - Angela Arcangeli - Viviana Ballabio - Nicoletta Caselin - Cristina Federighi - Elena Paparazzo - Catarina Pollini - Stefania Salvemini - Stefania Stanzani - Chiara Strazzabosco - Giuseppina Tufano - Renata Zocco Sél. : Franco Novarina | Espagne - Piluca Alonso - Ana Álvaro - Blanca Ares - Elisabeth Cebrián - Marina Ferragut - Carmen González - Laura Grande - Nieves Lobón - María Remiro - Paloma Sánchez - Pilar Valero - Mar Xantal Sél. : Manuel Coloma |

Résultats de l'équipe de France
| Bosnie-Herzégovine | 91-68 | France |
| Espagne            | 76-71 | France |
| France             | 76-71 | Grèce  |

### Football
C'est la Turquie qui remporte le tournoi, devant l'Algérie et la France.
Les médaillés
| Médaille d'or | Médaille d'argent | Médaille de bronze |
| --- | --- | --- |
| Turquie - Abdullah Ercan - Aydin Dagdelen - Hasan Gultang - Taner Taskin - Tugay Kerimoglu - Alpay Özalan - Sergen Yalçın - Arif Erdem - Mutlu Topcu - Hakan Şükür - Bülent Uygun - Senol Yavas - Cafer Aydin - Rahim Zafer - Ergün Pembe - Feti Okuroglu - Emre Asik - Nihat Tumkaya | Algérie - Faical Bentalaa - Faycal Hamdani - Ahmed Chedeba - Billel Dziri - Abdelazziz Benhamlat - Messaoud Aït Abderrahmane - Rezki Amrouche - Hakim Amaouche - Laid Khiat - Nacer Zekri - Sid Ahmed Zerrouki - Fawzi Moussouni - Nabil Boursas - Mekki Merabet - Nacer Gaid - Redouane Benmessahel - Lakhdar Adjali - Lyamine Bougherara | France - Grégory Wimbée - Fabien Leclercq - Serge Blanc - Maxence Flachez - Oumar Dieng - Erwan Manach - Lilian Thuram - Bruno Carotti - Tony Vairelles - Jocelyn Gourvennec - Nicolas Ouédec - Éric Rabésandratana - Reynald Pedros - Richard Dutruel - Zinédine Zidane - Francis Llacer - Thomas Kokkinis - Pascal Nouma |

Résultats détaillés
Premier tour
| Groupe A                                                                            | Groupe B | Groupe C                                                      |
| ----------------------------------------------------------------------------------- | --- | ------------------------------------------------------------- |
| - Algérie 4-1 Grèce - Algérie 1-1 Bosnie-Herzégovine - Grèce 3-1 Bosnie-Herzégovine | - Turquie 1-1 France - Turquie 3-0 Tunisie - Turquie 3-2 Croatie - France 2-0 Tunisie - France 3-3 Croatie - Tunisie 2-0 Croatie | - Italie 2-0 Maroc - Italie 2-1 Slovénie - Maroc 0-0 Slovénie |

Phase finale
|  | Demi-finales | Demi-finales |                        |   | Finale | Finale |
|  | Demi-finales | Demi-finales |                        |   | Finale | Finale |
|  |              |              |                        |   |        |        |
|  |              |              |                        |   |        |        |
|  |              |              |                        |   |        |        |
|  | France       | 0            |                        |   |        |        |
|  | France       | 0            |                        |   |        |        |
|  | Turquie      | 1            |                        |   |        |        |
|  | Turquie      | 1            | Turquie                | 2 |        |        |
|  |              |              | Turquie                | 2 |        |        |
|  |              | Algérie      | 0                      |   |        |        |
|  | Algérie      | Algérie      | 0                      | 1 |        |        |
|  | Algérie      |              |                        | 1 |        |        |
|  | Italie       | 0            |                        |   |        |        |
|  | Italie       | 0            | Match pour la 3e place |   |        |        |
|  |              |              |                        |   |        |        |
|  |              |              |                        |   |        |        |
|  |              |              |                        |   |        |        |
|  | France       | 2            |                        |   |        |        |
|  | France       | 2            |                        |   |        |        |
|  | Italie       | 1            |                        |   |        |        |
|  | Italie       | 1            |                        |   |        |        |

En finale, les buteurs sont Yalçın et Şükür. Dans le match pour la 3e place, les buteurs français sont Pedros et Vairelles.

### Handball
La compétition comporte un tournoi masculin avec 10 équipes et un tournoi féminin avec 6 équipes. Dans les deux tournois, la Croatie s'impose et devance la France.
|                                         | Hommes   | Femmes  |
| --------------------------------------- | -------- | ------- |
| Médaille d'or, Jeux méditerranéens      | Croatie  | Croatie |
| Médaille d'argent, Jeux méditerranéens  | France   | France  |
| Médaille de bronze, Jeux méditerranéens | Slovénie | Espagne |

### Judo
La compétition de judo a lieu à Perpignan le 20 juin 1993.

#### Résultats
Hommes
| Catégorie | Or                  | Argent            | Bronze                                     |
| --------- | ------------------- | ----------------- | ------------------------------------------ |
| 60 kg     | Girolamo Giovinazzo | Franck Chambily   | Fayçal Bousbiat Abdelouahed Chorfi         |
| 65 kg     | Abdelhakim Harkat   | Nasser Nechar     | Marino Cattedra Francisco Lorenzo          |
| 71 kg     | Patrick Rosso       | Diego Brambilla   | José Cabas Meziane Dahmani                 |
| 78 kg     | Laurent François    | Alessandro Pilati | Adil Belgaïd Manuel Méndez                 |
| 86 kg     | Pascal Tayot        | Fernando González | Domenico Paduano Filipan Hrvoje            |
| 95 kg     | Stéphane Traineau   | Carlos Jodrá      | Dragomir Tavra Aiman El Shewy              |
| +95 kg    | Jérôme Dreyfus      | Ernesto Pérez     | Charalampos Papaioannou Salih Tufan Durmuş |

#### Tableau des médailles Judo
| Rang | Pays    | Médaille d'or, Jeux méditerranéens | Médaille d'argent, Jeux méditerranéens | Médaille de bronze, Jeux méditerranéens | Total |
| ---- | ------- | ---------------------------------- | -------------------------------------- | --------------------------------------- | ----- |
| 1    | France  | 5                                  | 2                                      | 0                                       | 7     |
| 2    | Italie  | 1                                  | 2                                      | 2                                       | 5     |
| 3    | Algérie | 1                                  | 0                                      | 2                                       | 3     |
| 4    | Espagne | 0                                  | 3                                      | 3                                       | 6     |
| 5    | Croatie | 0                                  | 0                                      | 2                                       | 2     |
| 5    | Maroc   | 0                                  | 0                                      | 2                                       | 2     |
| 7    | Égypte  | 0                                  | 0                                      | 1                                       | 1     |
| 7    | Grèce   | 0                                  | 0                                      | 1                                       | 1     |
| 7    | Turquie | 0                                  | 0                                      | 1                                       | 1     |

### Récapitulatif
| Discipline           | Site                                            | Médaille d'or, Jeux méditerranéens | Médaille d'argent, Jeux méditerranéens | Médaille de bronze, Jeux méditerranéens |
| -------------------- | ----------------------------------------------- | ---------------------------------- | -------------------------------------- | --------------------------------------- |
| Basket-ball masculin | -                                               | Italie                             | Croatie                                | France                                  |
| Cyclisme             | Mende                                           | -                                  | -                                      | -                                       |
| Football             | Mende, Nîmes                                    | Turquie                            | Algérie                                | France                                  |
| Gymnastique          | Le Parnasse (Nîmes)                             | -                                  | -                                      | -                                       |
| Handball féminin     | Le Parnasse (Nîmes)                             | Croatie                            | France                                 | Espagne                                 |
| Handball masculin    | Le Parnasse (Nîmes)                             | Croatie                            | France                                 | Slovénie                                |
| Natation             | Mende                                           | -                                  | -                                      | -                                       |
| Rugby à XV masculin  | Carcassonne, Perpignan, Agde, Narbonne, Béziers | France                             | Italie                                 | Espagne                                 |
| Volley-ball féminin  | Sète                                            | Croatie                            | France                                 | Turquie                                 |
| Volley-ball masculin | Castelnau-le-Lez                                | France                             | Espagne                                | Turquie                                 |

## Tableau des médailles
À l'issue de ces Jeux, le tableau des médailles et le suivant : 
| Rang | Délégations        | Médaille d'or, Jeux méditerranéens | Médaille d'argent, Jeux méditerranéens | Médaille de bronze, Jeux méditerranéens | Total |
| 1er  | France             | 83                                 | 53                                     | 56                                      | 192   |
| 2e   | Italie             | 37                                 | 44                                     | 40                                      | 121   |
| 3e   | Turquie            | 34                                 | 20                                     | 10                                      | 64    |
| 4e   | Grèce              | 17                                 | 25                                     | 24                                      | 66    |
| 5e   | Espagne            | 13                                 | 40                                     | 33                                      | 86    |
| 6e   | Croatie            | 9                                  | 6                                      | 19                                      | 34    |
| 7e   | Maroc              | 7                                  | 7                                      | 13                                      | 27    |
| 8e   | Algérie            | 5                                  | 6                                      | 11                                      | 22    |
| 9e   | Slovénie           | 5                                  | 6                                      | 8                                       | 19    |
| 10e  | Égypte             | 4                                  | 9                                      | 16                                      | 29    |
| 11e  | Syrie              | 4                                  | 2                                      | 5                                       | 11    |
| 12e  | Bosnie-Herzégovine | 2                                  | 0                                      | 1                                       | 3     |
| 13e  | Tunisie            | 1                                  | 1                                      | 8                                       | 10    |
| 14e  | Albanie            | 0                                  | 2                                      | 0                                       | 2     |
| 15e  | Chypre             | 0                                  | 1                                      | 2                                       | 3     |
| 16e  | Saint-Marin        | 0                                  | 1                                      | 0                                       | 1     |
| 17e  | Malte              | 0                                  | 0                                      | 1                                       | 1     |